# Sur l'origine de la « machine d'influence » dans la schizophrénie

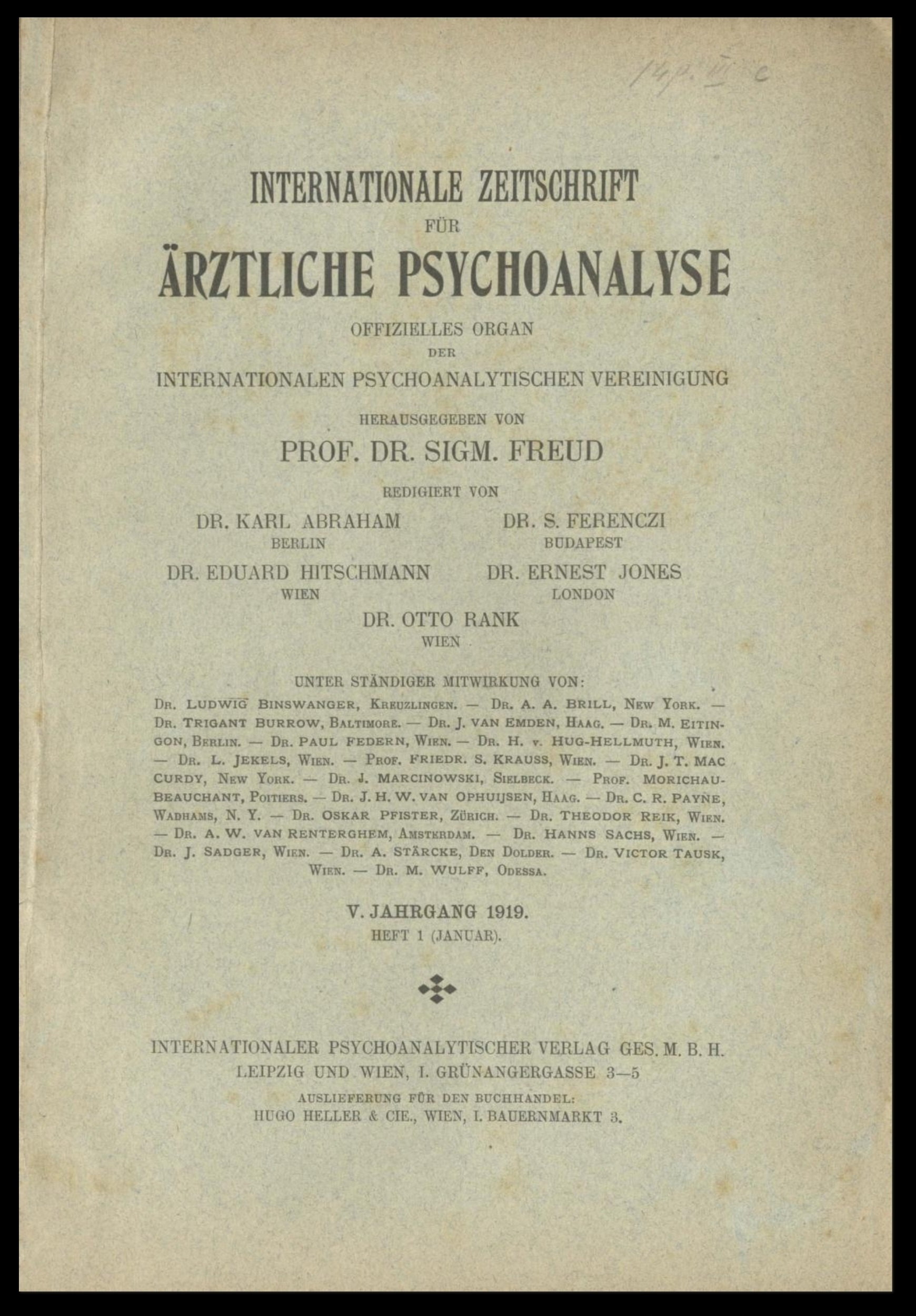
Le numéro de janvier 1919 de llnternationale Zeitschrift für Psychoanalyse, dans lequel l'article de Tausk sur la machine d'influence a été publié pour la première fois

Sur l'origine de la « machine à influencer » dans la schizophrénie (en allemand : Über die Entstehung des „Beeinflussungsapparates“ in der Schizophrenie) est un article écrit par le psychanalyste autrichien Victor Tausk. Il l'a lu et en a discuté avec la Société psychanalytique de Vienne en janvier 1918. Il a été publié pour la première fois en 1919 dans le journal allemand Internationale Zeitschrift für Psychoanalyse et, après traduction en anglais par Dorian Feigenbaum, dans The Psychoanalytic Quarterly en 1933.
L'article décrit les observations et les interprétations de Tausk sur plusieurs délires de persécution qui ont affecté certains de ses patients diagnostiqués schizophrènes. Ils croyaient que leurs pensées et leurs sensations corporelles étaient contrôlées par une machine qui défiait leur compréhension technique et les influençait secrètement à distance, prétendant souvent qu'elle était exploitée par un groupe de personnes qui les persécutaient. Les utilisateurs accusés de la machine étaient presque toujours des hommes et, dans de nombreux cas dont Tausk a été témoin, des médecins qui avaient traité les patients.
Cet article est devenu un classique dans la compréhension psychologique de la schizophrénie  et, selon le consensus parmi les psychiatres d'aujourd'hui, reste la contribution la plus durable de Tausk à l'étude des maladies mentales.

## Présentation
Chez les patients schizophrènes, les frontières entre le soi et le monde extérieur, ou entre le soi en tant que sujet et objet, sont floues ; les patients peuvent avoir l’impression que leur expérience du soi subjectif est réduite au point qu’ils sont complètement sous le contrôle d’une force extérieure. Selon Tausk, la perte des limites de l’ego dans la schizophrénie s’accompagne d’une régression vers des états narcissiques prégénitaux, dans lesquels l’enfant ne pouvait pas encore faire la distinction entre lui-même et le monde extérieur et croyait que ses parents ou Dieu connaissaient toutes ses pensées. Cela se reflète chez les patients par une tendance à être persuadé que les autres peuvent tout savoir d'eux et de leurs pensées.
Tausk observe la transformation progressive d'une machine d'influence dans les délires d'une jeune patiente : initialement manifestée sous la forme exacte de son propre corps, la machine d'influence est devenue de plus en plus mécanique jusqu'à perdre toute ressemblance avec son physique. Il conclut que les machines d'influence sont toujours une projection du propre corps du patient sur le monde extérieur et que la libido motivant la projection a régressé à un stade prégénital infantile.
Les patients manifestent souvent un intérêt remarquable à en apprendre davantage sur la technologie actuelle afin de pouvoir expliquer le fonctionnement de la machine d’influence. Pourtant, même avec le bénéfice de cette compréhension, la machine a toujours une qualité mystique qui ne peut être expliquée. Ses effets décrits incluent :
- La vision au patient d'images bidimensionnelles comme si elles étaient projetées sur son environnement.
- La création et suppression des pensées dans l'esprit du patient au moyen d'ondes ou de rayons.
- La production de sensations étranges et de changements physiologiques dans le corps, avec une attention particulière aux organes sexuels, par l'électricité, le magnétisme ou toute autre action à distance.

Le patient n’imagine la présence de la machine qu’après qu’une expérience psychotique se soit produite. Le délire répond donc au besoin du patient d’une explication d'événements autrement inexplicables et indique que la schizophrénie est à un stade avancé de son développement.

## Cas notables
L'exemple le plus connu de machine d'influence est celui de James Tilly Matthews qui croyait être contrôlé par un appareil appelé « Air Loom ». Matthews était un négociant et un activiste politique avant d'être admis à l'hôpital royal de Bethlem après avoir crié à la « trahison » à la Chambre des communes britannique en 1797. Il était écrivain et un artiste prolifique et a décrit  la « machine pneumatique » avec beaucoup de détails comme la majorité des personnes en ayant décrit une par la suite. Ses descriptions ont été publiées dans un livre en 1810 par John Haslam intitulé Illustrations of Madness.

## Dans l'art et les médias

### Littérature
Dans le roman Vol au-dessus d'un nid de coucou, le narrateur, le « chef » Bromden, croit que l'hôpital psychiatrique dans lequel il est interné (y compris le personnel) est une machine au service d'un « Combine » plus large – son nom pour la société technologique. Cette représentation a été décrite comme l'un des exemples fictifs les plus connus d'un patient « machine d'influence ».
Le livre de l'activiste Jerry Mander , Four Arguments for the Elimination of Television, plaide pour la suppression complète de la télévision de nos vies en raison de ses effets néfastes. Mander cite l'exemple de la « machine d'influence » de Tausk comme parallèle à la télévision : « Vous avez sans doute remarqué que cette « machine d'influence » ressemble beaucoup à la télévision… Quoi qu'il en soit, il ne fait aucun doute que la télévision fait ce que le fantasme schizophrène lui attribue. Elle place dans notre esprit des images de la réalité qui nous échappent. Ces images se présentent sous la forme de rayons émis par une boîte. Elles provoquent des changements de sentiments et… une confusion totale entre ce qui est réel et ce qui ne l'est pas. ».